# Яровское сельское поселение
Яровское се́льское поселе́ние — муниципальное образование в Казанском районе Тюменской области Российской Федерации.
Административный центр — село Яровское.

## История
Статус и границы сельского поселения установлены Законом Тюменской области от 5 ноября 2004 года № 263 «Об установлении границ муниципальных образований Тюменской области и наделении их статусом муниципального района, городского округа и сельского поселения».

## Население
| 2010 | 2011 | 2012 | 2013 | 2014 | 2015 | 2016 |
| ---- | ---- | ---- | ---- | ---- | ---- | ---- |
| 907  | ↘906 | ↘860 | ↘851 | ↘841 | ↘832 | ↘826 |
| 2017 | 2018 | 2019 | 2020 | 2021 |      |      |
| ↗828 | ↘824 | ↘790 | ↗798 | ↘707 |      |      |

## Состав сельского поселения
| № | Населённый пункт | Тип населённого пункта       | Население |
| - | ---------------- | ---------------------------- | --------- |
| 1 | Сладчанка        | деревня                      | 175       |
| 2 | Яровское         | село, административный центр | 732       |